# بحوث مترجمة
لا يجب الخلط بينه وبين دراسات الترجمة.
يستخدم البحث الانتقالي غالبًا بالتبادل مع الطب الترجمي أو علوم الترجمة أو البحوث منضدية سريرية - هو محاولة للبناء على البحث العلمي الأساسي لإنشاء علاجات جديدة،  الإجراءات الطبية، أو التشخيص. تعتمد البحوث الطبية الحيوية الأساسية على دراسات لعمليات المرض باستخدام الثقافات الخلوية أو النماذج الحيوانية على سبيل المثال. يشير المصطلح الانتقالي إلى «ترجمة» النتائج العلمية الأساسية في بيئة معملية إلى علاجات محتملة للأمراض.

## التعريفات
يتم تعريف الطب الترجمي من قبل الجمعية الأوروبية للطب الترجمي (اييو اس تي ام) على أنه «فرع متعدد التخصصات للحقل الطبي الحيوي مدعومًا بثلاثة أعمدة رئيسية: بحوث منضدية، بحوث سريرية والمجتمع.»
تم تعريفه للتعليم المدرسي من خلال تعاون التعليم في المستقبل (www.meshguides.org) باعتباره بحثًا يترجم المفاهيم إلى ممارسات الفصل الدراسي. تم العثور على أمثلة للبحث الترجمي بشكل شائع في مجلات جمعية التعليم وفي MESHGuides التي تم تصميمها لهذا الغرض.
يطبق البحث الانتقالي نتائج من العلوم الأساسية لتعزيز صحة الإنسان ورفاهه.و في سياق البحث الطبي، يهدف إلى «ترجمة» النتائج في البحوث الأساسية إلى ممارسة طبية ونتائج صحية ذات معنى.
تنفذ البحوث الانتقالية «مقعدًا إلى جانب السرير»، بدءًا من التجارب المختبرية وحتى التجارب السريرية وتطبيقات المريض عند الرعاية، وتسخير المعرفة من العلوم الأساسية لإنتاج أدوية وأجهزة وخيارات علاج جديدة للمرضى. النقطة النهائية للبحث الانتقالي هي إنتاج علاج جديد واعد يمكن استخدامه مع التطبيقات العملية، ويمكن بعد ذلك استخدامه سريريًا أو يمكن تسويقه.
باعتباره تخصصًا جديدًا في مجال البحوث، تتضمن البحوث التعددية جوانب من العلوم الأساسية والبحوث السريرية، وتتطلب مهارات وموارد غير متوفرة بسهولة في مختبر أو مكان سريري أساسي. ولهذه الأسباب يكون البحث الانتقالي أكثر فعالية في أقسام العلوم الجامعية المخصصة أو في مراكز البحوث المعزولة والمخصصة. فمنذ عام 2009، كان لهذا المجال مجلات متخصصة، المجلة الأمريكية للبحوث الانتقالية  وبحوث الانتقالية مكرسة للبحث الانتقالي ونتائجها
تنقسم البحوث متعدية إلى مراحل مختلفة، بما في ذلك مرحلتين: (ت1 و ت2) ، أربع مراحل (ت1 وت2 وت3 وت4)، وخمس مراحل (ت1 و ت2 وت3 وت4 وت5) لمخططة. في نموذج من مرحلتين، بحث ت1 ويشير إلى مشروع «البحوث المنضدية إلى السريرية» المتمثل في ترجمة المعرفة من العلوم الأساسية إلى تطوير علاجات جديدة وبحث ت2 ، ويشير إلى ترجمة النتائج من التجارب السريرية إلى ممارسة يومية. في مخطط من خمس مراحل، ت1 و ينطوي على البحوث الأساسية، ت2 وينطوي على البحوث قبل السريرية، ت 3 وينطوي على البحوث السريرية، ت4 و ينطوي على التنفيذ السريري، و ت5 وينطوي على التنفيذ في مجال الصحة العامة. والدمان أي ال واي ال. اقتراح مخطط الذهاب من ت0 إلى ت5. ت0 هو مختبر (قبل الإنسان) البحوث. في ترجمة- ت1  ، يتم أولاً ترجمة الاكتشافات المخبرية الجديدة إلى تطبيق بشري، والذي يتضمن تجارب سريرية من المرحلتين الأولى والثانية. في ترجمة- ت2 -ترجمة، تقدم التطبيقات الصحية المرشحة من خلال التطوير السريري لتوليد قاعدة الأدلة للاندماج في المبادئ التوجيهية الممارسة السريرية. وهذا يشمل المرحلة الثالثة التجارب السريرية. في ترجمة – ت3 ، تحدث الترجمة والنشر في الممارسات المجتمعية. في ترجمة ت4 يسعى إلى (1) تطوير المعرفة العلمية لنماذج الوقاية من الأمراض، و (2) نقل الممارسات الصحية المعمول بها في ت 3 . أخيرًا، تركز ترجمة ت3 على تحسين عافية السكان من خلال إصلاح الهياكل الاجتماعية دون المستوى الأمثل
في مخطط من مرحلتين، يشمل البحث الانتقالي مجالين للترجمة. إحداها هي عملية تطبيق الاكتشافات المتولدة أثناء البحث في المختبر، وفي الدراسات قبل السريرية، لتطوير التجارب والدراسات في البشر. مجال الترجمة الثاني يتعلق بالبحوث الهادفة إلى تعزيز تبني أفضل الممارسات في المجتمع. تعتبر التكلفة الفعالة لاستراتيجيات الوقاية والعلاج جزءًا مهمًا أيضًا من علوم الترجمة

## مقارنة مع البحوث الاساسية والبحوث التطبيقية
البحوث الأساسية هي الدراسة المنهجية الموجهة نحو مزيد من المعرفة أو فهم الجوانب الأساسية للظواهر ويتم تنفيذها دون التفكير في غايات عملية. ينتج عنه معرفة عامة وفهم للطبيعة وقوانينها.
البحث التطبيقي هو شكل من أشكال البحث المنهجي الذي يتضمن التطبيق العملي للعلوم. إنه يصل إلى النظريات والمعارف والأساليب والتقنيات المتراكمة لمجتمعات البحوث ويستخدمها، لأغراض محددة، غالبًا ما تكون متعلقة بالولاية أو العمل أو العميل
في مجال الطب، أصبح البحث الانتقالي مجال بحث منفصل بشكل متزايد. ظهر نمط اقتباس بين الجوانب التطبيقية والأساسية في أبحاث السرطان في عام 2000

## التحديات والانتقادات
يشير منتقدو البحوث الانتقالية إلى أمثلة على الأدوية المهمة التي نشأت من الاكتشافات المحظورة في سياق البحوث الأساسية مثل البنسلين والبنزوديازيبينات، وأهمية البحث الأساسي في تحسين فهمنا للحقائق البيولوجية الأساسية (مثل الوظيفة والهيكل الحمض النووي) التي تستمر في تحويل البحوث الطبية التطبيقية.
من أمثلة البحوث الترجمية الفاشلة في صناعة المستحضرات الصيدلانية فشل العلاجات المضادة للمرض في مرض الزهايمر. نشأت مشاكل أخرى من عدم القدرة على الإنتاج على نطاق واسع ويعتقد أنها موجودة في الأدب البحوث متعدية.

## المنشئات
أقامت المعاهد الوطنية للصحة في الولايات المتحدة  مبادرة وطنية كبرى لتعزيز البنية التحتية للمركز الصحي الأكاديمي الحالي من خلال جوائز العلوم السريرية والتحويلية. أنشئ المركز الوطني لتقدم علوم الترجمة (NCATS) في 23 ديسمبر 2011.